# Емералд (остров)
 Тази статия е за острова.  За скъпоценния камък вижте смарагд.  

Остров Емералд (на английски: Emerald Isle) е 52-рият по големина остров в Канадския арктичен архипелаг. Площта му е 549 км2, която му отрежда 63-то място сред островите на Канада. Административно островът попада в канадските Северозападни територии. Необитаем. Името си островът дължи на малкото скъпоценни камъни – смарагди (на английски емералд), които са намерени от първите му откриватели и изследователи.
Островът се намира в западната част на архипелага. На североизток 63-километровият проток Балантайн го отделя от остров Макензи Кинг, в който се намират два по-малки острова – Фицуилям-Оуен (Fitzwilliam-Owen) и Ейт Беърс (Eight Bears). На северозапад 27-километров проток го отделя от остров Принц Патрик, а на юг широкият 23 км проток Фицуилям – от големия остров Мелвил.
Емералд има издължено източно-западно простиране на дължена 36 км, а максималната му ширина от север на юг е 22 км. Бреговата му линия с дължина 117 км е слабо разчленена. Има равнинно-хълмист ландшафт с максимална височина от 70 м в западната част. Множество къси реки и потоци, а езера за разлика от другите острови в архипелага липсват.
Островът е открит и първично изследван и картиран в началото на юли 1853 г. от отряда на Френсис Макклинток, участник в британската полярна експедиция (1852-1854), възглавявана от Едуард Белчер и Хенри Келет.
|  | Тази страница частично или изцяло представлява превод на страницата „Эмералд (остров)“ в Уикипедия на руски. Оригиналният текст, както и този превод, са защитени от Лиценза „Криейтив Комънс – Признание – Споделяне на споделеното“, а за съдържание, създадено преди юни 2009 година – от Лиценза за свободна документация на ГНУ. Прегледайте историята на редакциите на оригиналната страница, както и на преводната страница, за да видите списъка на съавторите. ВАЖНО: Този шаблон се отнася единствено до авторските права върху съдържанието на статията. Добавянето му не отменя изискването да се посочват конкретни източници на твърденията, които да бъдат благонадеждни. |